# あらきかなお
あらき かなお（女性、2月24日 - ）は、日本の漫画家。旧ペンネームはKANA。大阪府在住。
デビュー当初は主に成人向け作品を描いていたが『夢みたいな星みたいな』で一般向け作品に進出。同じく成人向け漫画家のあらきあきらとの結婚を機に現在のペンネームへ変更。自画像はモルモットで、自身や夫の楽屋裏マンガに登場している（逆も多々あり）。描くキャラクターが長袖の場合、いわゆる「袖っ子」になるのが特徴。
同人サークル「ciaociao」で同人活動も行っている。夫あらきあきらとの合同での活動が多い。

## 作品リスト

### 漫画

#### 一般向け作品
- 夢みたいな星みたいな（電撃萌王連載、電撃コミックス全1巻 - メディアワークス）
- 魔法のじゅもん（まんがタイムきららMAX連載、KRコミックス全3巻 - 芳文社）
- フタコイ オルタナティブ（原作：双葉ひな・ささきむつみ、月刊コミック電撃大王連載、電撃コミックス全1巻 - メディアワークス）
- 乙女はお姉さまに恋してる（原作：キャラメルBOX、月刊コミック電撃大王連載 、電撃コミックス全2巻- メディアワークス）
- こいこい★生徒会（月刊コミック電撃大王連載、電撃コミックス全5巻 - アスキー・メディアワークス）
- あか☆ぷろ!!! 〜明るい三姉妹プロジェクト〜（キャラクター原案：美水かがみ、月刊コンプエース連載中、角川コミックス既刊2巻 - 角川書店）

#### 成年向け作品
- LOVE FACTORY（2002年6月22日 茜新社）
- ICE LOLLY（2003年8月20日 茜新社）

#### 単行本未収録作品
- ひな缶Hi!（茜新社）
  - 愛も恋も★（Vol.1 2003年10月）
- ひな缶(茜新社)
  - ひとりじめ（Vol.2 2003年12月）
- コミック百合姫S(一迅社)
  - ポエムに恋して（Vol.1 2007年9月18日）
  - やっぱり♥アイドル　（Vol.2 2007年12月18日）
- アブラカタブラ（講談社）
  - マジカル☆ロード（2006年9月29日）
- 月刊ガンガンWING（スクウェア・エニックス）
  - 世界のわわわ（2006年2月25日）

### その他
- 街角のブーランジェ〜注文の多いパン屋さん〜（アダルトゲーム - F&C、原画）
- ハヤテのごとく!トレーディングカードゲーム（コナミデジタルエンタテインメント、イラスト）
- 血吸村へようこそ（阿智太郎著小説、イラスト）